# 安托林德爾坎波市

安托林德爾坎波市（西班牙語：Municipio Antolín del Campo），是委內瑞拉的一個市，位於該國北部新埃斯帕塔州，首府設於帕拉瓜奇，始於1989年1月3日，面積66平方公里，2009年人口20,325，人口密度每平方公里308人。